# Le Voyage fantastique de Ty et Uan
Le Voyage fantastique de Ty et Uan (I fantastici viaggi di Ty e Uan) est une série d'animation italienne diffusée en 1980 sur la RAI et en 1986 sur Antenne 2 dans l'émission Récré A2.

## Synopsis
La série suit les tribulations de deux petits enfants, une jeune sirène, Ty, et un petit faune, Uan, qu'une cigogne de couleur rose nommée Césarina doit amener jusqu'au mont Olympe. Avant d'arriver à destination, ils traverseront bien des pays (l'Angleterre, la Sibérie, l'Autriche, l'Italie…).

## Voix françaises
- Jacques Ferrière: Ty
- Evelyne Grandjean: Uan
- Jane Val et Julia Dancourt: Césarina
- Roger Carel: Narrateur
- Francis Lax et Gérard Hernandez: Voix diverses
- David et Sonia: Chanteurs

## Liste des épisodes
1. Départ pour l'Olympe
2. Le pont-levis
3. Tour de forage
4. Le bateau de pêche
5. Un phare dans la nuit
6. Chantiers navals
7. Le château sur la falaise
8. La chasse au renard
9. La tour de Londres
10. La traversée de la Manche
11. Le zoo
12. Le jardin botanique
13. Le chantier
14. Le moulin à vent
15. La scierie
16. La carrière de sable
17. Un train sibérien
18. La forêt noire
19. Le concert de Vienne
20. Le clocher en fête
21. Le village des pêcheurs
22. Vendanges
23. Le marché
24. Le meule à blé
25. Le dôme de Milan[1]